# Jezioro osobliwości
Jezioro osobliwości – powieść dla młodzieży Krystyny Siesickiej z 1966 roku.

## Treść
Główna bohaterka – nastoletnia Marta – mieszka w Warszawie, w ciasnym mieszkaniu w bloku, z matką, Anną. Pewnego dnia poznaje Michała, który – jak się okazuje – jest synem nowego partnera i przyszłego męża jej matki –  Wiktora. Między nią i Michałem zaczyna się rodzić pierwsza, młodzieńcza miłość. Na jej drodze staje kolega Michała – zamożny Patryk – oraz problemy związane z nową sytuacją w domu... 